# 魔法科高校の劣等生 (アニメ)
『魔法科高校の劣等生』（まほうかこうこうのれっとうせい）は、佐島勤による同名のライトノベルを原作とした日本のアニメ作品。2013年10月に開催されたイベント「電撃文庫 秋の祭典2013」にてアニメ化が発表され、第1期が2014年4月から9月までTOKYO MXほかにて放送された。第2期『魔法科高校の劣等生 来訪者編』は2020年10月から12月まで放送された。2021年12月31日にはスペシャルアニメ『魔法科高校の劣等生 追憶編』が放送された。『追憶編』の放送後には、シリーズ続編の制作決定が発表された。
2017年6月17日には劇場版アニメ『劇場版 魔法科高校の劣等生 星を呼ぶ少女』が公開された。
2021年7月から9月までスピンオフテレビアニメ『魔法科高校の優等生』がTOKYO MXほかにて放送された。
2024年4月から6月まで『追憶編』の続編である第3期が放送された。
『劇場版「魔法科高校の劣等生 四葉継承編」』の制作が決定している。

## 登場人物
- 司波達也（しば たつや） - 声：中村悠一[8]
- 司波深雪（しば みゆき） - 声：早見沙織[8]
- 千葉エリカ（ちば エリカ） - 声：内山夕実[8]
- 西城レオンハルト（さいじょう レオンハルト） - 声：寺島拓篤[8]
- 柴田美月（しばた みづき） - 声：佐藤聡美[8]
- 吉田幹比古（よしだ みきひこ） - 声：田丸篤志[8]
- 光井ほのか（みつい ほのか） - 声：雨宮天[8]
- 北山雫（きたやま しずく） - 声：巽悠衣子[8]
- 七草真由美（さえぐさ まゆみ） - 声：花澤香菜[8]
- 渡辺摩利（わたなべ まり） - 声：井上麻里奈[8]
- 十文字克人（じゅうもんじ かつと） - 声：諏訪部順一[8]
- 一条将輝（いちじょう まさき） - 声：松岡禎丞[8]
- アンジェリーナ・クドウ・シールズ - 声：日笠陽子[8]
- 桜井水波（さくらい みなみ）- 声：安野希世乃[8]
- 九島光宣（くどう みのる）- 声：戸谷菊之介[8]

## スタッフ
|                                              | 第1期                    | 来訪者編               | 追憶編                 | 第3期                    |
| -------------------------------------------- | ------------------------ | ---------------------- | ---------------------- | ------------------------ |
| 原作                                         | 佐島勤                   | 佐島勤                 | 佐島勤                 | 佐島勤                   |
| 原作イラスト キャラクターデザイン            | 石田可奈                 | 石田可奈               | 石田可奈               | 石田可奈                 |
| 監督                                         | 小野学                   | 吉田りさこ             | 吉田りさこ             | ジミー ストーン          |
| 副監督                                       | 熊澤祐嗣                 | ジミー ストーン        | ジミー ストーン        | N/A                      |
| 脚本                                         | 中本宗応                 | 中本宗応               | 中本宗応               | 中本宗応                 |
| 脚本                                         | 木澤行人、菅原雪絵       | N/A                    | N/A                    | N/A                      |
| サブキャラクターデザイン                     | 吉川真帆                 | 豆塚隆                 | N/A                    | 橋本明日美               |
| CADデザイン                                  | 出雲重機                 | ジミー ストーン        | ジミー ストーン        | ジミー ストーン          |
| メカニックデザイン・プロップデザイン         | ジミー ストーン 出雲重機 | 稲葉コウ               | ジミー ストーン        | 稲田航                   |
| メカ作画監督（第1期） エフェクト作画監督     | ジミー ストーン          | 梅田貴嗣               | 梅田貴嗣               | 梅田貴嗣                 |
| 美術デザイン                                 | 谷内優穂                 | 谷内優穂               | 谷内優穂               | 谷内優穂                 |
| 美術デザイン                                 | 石本剛啓、平澤晃弘       | N/A                    | N/A                    | N/A                      |
| 美術監督                                     | 小田理恵                 | 増田健太               | 佐藤正浩               | 永吉幸樹                 |
| 色彩設計                                     | 野口幸恵                 | 小松さくら             | 小松さくら             | 小松さくら               |
| 3D監督（第1期） CGIディレクター （第2期 - ） | 薮田修平                 | 町田政彌               | N/A                    | 町田政彌                 |
| 撮影監督                                     | 川下裕樹                 | 川下裕樹               | 川下裕樹               | 廣岡岳                   |
| 撮影監督                                     | N/A                      | N/A                    | 藤村兵悟               | 廣岡岳                   |
| 編集                                         | 木村佳史子               | 木村佳史子             | 木村佳史子             | 木村佳史子               |
| 音響監督                                     | 本山哲                   | 本山哲                 | 本山哲                 | 本山哲                   |
| 音楽                                         | 岩崎琢                   | 岩崎琢                 | 岩崎琢                 | 岩崎琢                   |
| 音楽制作                                     | アニプレックス           | アニプレックス         | アニプレックス         | アニプレックス           |
| 音楽制作                                     | N/A                      | N/A                    | N/A                    | 豊田充弘 （制作協力）    |
| プロデューサー                               | 木村康貴                 | 木村康貴               | 木村康貴               | 木村康貴                 |
| プロデューサー                               | 金庭こず恵               | 金庭こず恵             | 舩津達也、外川明宏     | 舩津達也、外川明宏       |
| プロデューサー                               | 柏田真一郎、三木一馬     | 丹羽将己、中島將智     | 丹羽将己、中島將智     | 黒井瞳、仲嶋祐吾、淡路徹 |
| アニメーション プロデューサー                | 橋本健太郎               | 小菅秀徳               | 小菅秀徳               | 小菅秀徳                 |
| アニメーション制作                           | マッドハウス             | エイトビット           | エイトビット           | エイトビット             |
| アニメーション制作                           | マッドハウス             | N/A                    | 新潟エイトビット       | N/A                      |
| 製作                                         | 魔法科高校 製作委員会    | 魔法科高校2 製作委員会 | 魔法科高校2 製作委員会 | 魔法科高校3 製作委員会   |

## 制作
テレビアニメ第1期で演出と絵コンテを兼任する吉田りさこは、総作画監督の吉川真帆からの紹介がきっかけで本作に参加することになった。吉田は本作に参加するまで演出か絵コンテの片方だけを担当することが多く、テレビアニメ第1期ではローテーションで参加することもあり、コンテと演出の両方をやりたいという気持ちを持っていた。また、吉田は原作を読み、魔法の理論について細かく説明されていたことから、集中して読み込まなければならないと思ったと振り返っている。
音楽担当の岩崎琢は、第1期では原作を読んだ際に高校生が楽しそうにしている学園モノのようなシーンが多く、日常曲を多く作成しなければならないと感じていた。「音楽で強い印象を残す」ことに重きを置いている岩崎にとっては日常曲が多いと音楽に向かう姿勢を保つのが辛くなり苦痛であり、第1期はあまり良い出会いではなかったと振り返っている。続編の「来訪者編」では第1期と異なり硬派な展開となっており、サスペンスやアクションなど「非日常的なインプレッションを与える音楽」を得意としている岩崎にとっては今までよりもやりやすかったという。

### 演技・キャスティング
司波達也役を務める中村悠一は、達也があまり感情表現が豊かではないことから、妹を大事にする部分と周囲との接し方の違いを微妙なさじ加減で出すことを意識して演じている。中村は2024年のアニメイトタイムズとのインタビューの中で、第1シーズンは説明の部分が多かったために一生懸命調べたと話しつつも、作中の魔法や技術がしっかり設定されているのが面白かったとも語っており、第3シーズンでも同様だとしている。第3シーズンでは後輩たちが登場する都合上、中村は達也が下級生に対して上から目線になりすぎたり気を使いすぎたりすることがないように細心の注意を払ったと、2024年のインタビューの中で述べている。また、第1シーズンから第3シーズンまで10年の間が空いており、その間に現実世界においても後輩に対する接し方が変わっているため、演じる時にそうなってしまう理由を考えることもあったと中村は振り返っている。一方、第3シーズンでは学校を去った先輩たちも登場するため、中村は彼らとの掛け合いに懐かしさを感じたと述べている。
ヒロインである司波深雪を演じる早見沙織は、その時々のテンションが演技に出てしまうため、深雪を演じる際は心を整えるようにしていると「カドコミ2021」におけるアニメイトタイムズとのインタビューの中で話している。
西城レオンハルト役を務める寺島拓篤は、レオンハルトが明るいキャラクターであるとしたうえで、いかに物語に彩りを添えられるかを気にしながら演じている。
桜井水波役の安野希世乃はゲーム作品『魔法科高校の劣等生 LOST ZERO』でこの役を演じたのち、「来訪者編」で初めてテレビシリーズに出演した。安野もこの役が決まった際、用語を一つずつ調べる必要があったと話している。

## 主題歌
| エピソード             | 使用   | 曲名                      | 作詞                          | 作曲                            | 編曲            | 歌               |
| 第1期                  | 第1期  | 第1期                     | 第1期                         | 第1期                           | 第1期           | 第1期            |
| ---------------------- | ------ | ------------------------- | ----------------------------- | ------------------------------- | --------------- | ---------------- |
| 第1クール              | OP     | Rising Hope               | LiSA 田淵智也                 | 田淵智也                        | 堀江晶太        | LiSA             |
| 第1クール              | ED     | ミレナリオ                | zopp                          | しほり                          | 佐々木裕        | ELISA            |
| 第2クール              | OP     | grilletto                 | メイリア toku                 | toku                            | GARNiDELiA      | GARNiDELiA       |
| 第2クール              | ED     | Mirror                    | yumeiroecho 田中秀典 玉井健二 | 林奈津美                        | 玉井健二 釣俊輔 | 安田レイ         |
|                        | 挿入歌 | Silhouette of a Ballerina | かの香織                      | 岩崎琢                          | 岩崎琢          | スージー・キム   |
| MétaphoreFraud         | 挿入歌 | IGOR                      | IGOR                          | 岩崎琢                          | 岩崎琢          |                  |
| code break             | 挿入歌 | Lotus Juice               | Lotus Juice                   | 岩崎琢                          | 岩崎琢          |                  |
| Vespertine Bloom       | 挿入歌 | かの香織                  | Jennifer Skidmore             | 岩崎琢                          | 岩崎琢          |                  |
| 第2期                  |        |                           |                               |                                 |                 |                  |
| 来訪者編               | OP     | Howling                   | ASCA Saku                     | Saku                            | Saku            | ASCA             |
| 来訪者編               | ED     | 名もない花                | 佐藤ミキ イワツボコーダイ     | イワツボコーダイ maeshima soshi | maeshima soshi  | 佐藤ミキ         |
| 追憶編                 | OP     | Ripe Aster                | 八木海莉                      | 八木海莉 おかもとえみ           | eba             | 八木海莉         |
| 第3期                  |        |                           |                               |                                 |                 |                  |
| 第3期                  | OP     | Shouted Serenade          | LiSA 田淵智也                 | 田淵智也                        | 堀江晶太        | LiSA             |
| ダブルセブン編         | ED     | recall                    | 八木海莉                      | 八木海莉                        | TAAR            | 八木海莉         |
| スティープルチェース編 | ED     | スノーノワール            | みあ くぅ（NEE）              | くぅ（NEE）                     | くぅ（NEE）     | 三月のパンタシア |
| 古都内乱編             | ED     | 紫苑の花束を              | ASCA minami rumi              | 篤史                            | 篤史            | ASCA             |

## 反響・評価

### 反響・評価（第1シーズン）
深雪が作中で発する「さすがはお兄様です」という台詞がテレビアニメ化に際して、「さすおに」とネタにされ、ネットスラングとなっている。「アニメ流行語大賞2014」では「さすがはお兄様です」が第7位を記録している。
BD第1期第1巻（初回生産限定版）の初週推定売上は8,145枚、DVD第1期第1巻（同）の初週推定売上は2,167枚をそれぞれ記録している。
『アニメ！アニメ！』（イード）が実施した「春アニメ2014何を見ますか？」では総合ランキングで第1位、男性ランキングで第1位、女性ランキングで第2位を記録した。「ニュータイプアニメアワード2013-2014」では男性キャラクター賞で司波達也が6位を獲得した。「ニュータイプアニメアワード2016-2017」では男性キャラクター賞で司波達也が7位を獲得した。
「読者が選ぶ2014 輝け!アニメキャラ大賞!!」では司波達也が4部門でトップ5入り、司波深雪が2部門でトップ5入りを果たした。「読者が選ぶアニメキャラ大賞2021」では「賢かったで賞」で司波達也が10位を獲得している。
『アニメ！アニメ！』編集部の星泣は「2020年1番仕事のお供だったアニメ」に本作を選出しており、その理由について主人公・司波達也や個性豊かなキャラクターたちの「魅力や強さ」を挙げている。同氏は本コラムの中で登場人物の司波達也と吉田幹比古について触れており、以下のように述べている。

### 反響・評価（第2シーズン）
達也役の中村悠一は2024年のアニメイトタイムズとのインタビューの中で、第1シーズンから第2シーズンである「来訪者編」で間が空いてしまい、第2シーズン開始時は第3シーズンと誤認する視聴者が多かったと話している。

### 反響・評価（追憶編）
ニュースサイト「ABEMA TIMES」によると、「追憶編」で深雪が達也に対して冷たく接する様子にTwitter上で驚きが広がったとされている。

## 各話リスト
| 話数   | サブタイトル            | サブタイトル | 脚本     | 絵コンテ                                | 演出                                           | 作画監督                                                                                    | アクション作監           | 総作画監督                                             | 初放送日        |
| 第1期  | 第1期                   | 第1期        | 第1期    | 第1期                                   | 第1期                                          | 第1期                                                                                       | 第1期                    | 第1期                                                  | 第1期           |
| ------ | ----------------------- | ------------ | -------- | --------------------------------------- | ---------------------------------------------- | ------------------------------------------------------------------------------------------- | ------------------------ | ------------------------------------------------------ | --------------- |
| 第1話  | 入学編                  | I            | 菅原雪絵 | 小野学                                  | 松村政輝                                       | 吉川真帆                                                                                    | 富岡隆司                 | 石田可奈                                               | 2014年 4月6日   |
| 第2話  | 入学編                  | II           | 木澤行人 | 祝浩司                                  | 金田貞徳                                       | 熊膳貴志、高炅楠 石田可奈                                                                   | 岩瀧智                   | 宮前真一                                               | 4月13日         |
| 第3話  | 入学編                  | III          | 中本宗応 | 熊澤祐嗣                                | 中津環                                         | 香月邦夫、河田泉                                                                            | 岩瀧智                   | 吉川真帆 石田可奈                                      | 4月20日         |
| 第4話  | 入学編                  | IV           | 菅原雪絵 | 宮崎修治                                | 宮崎修治                                       | 金二星                                                                                      | 富岡隆司                 | 宮前真一                                               | 4月27日         |
| 第5話  | 入学編                  | V            | 木澤行人 | 川村賢一                                | 久保山英一                                     | 小畑賢                                                                                      | 岩瀧智                   | 吉川真帆                                               | 5月4日          |
| 第6話  | 入学編                  | VI           | 木澤行人 | 島津裕行                                | 福多潤                                         | 野田康行                                                                                    | 富岡隆司 ジミー ストーン | 石田可奈                                               | 5月11日         |
| 第7話  | 入学編                  | VII          | 木澤行人 | 吉田りさこ                              | 吉田りさこ                                     | 高炅楠                                                                                      | 岩瀧智                   | 吉川真帆                                               | 5月18日         |
| 第8話  | 九校戦編                | I            | 菅原雪絵 | 熊澤祐嗣                                | 松村政輝                                       | 平野勇一、宗崎暢芳                                                                          | 富岡隆司                 | 宮前真一                                               | 5月25日         |
| 第9話  | 九校戦編                | II           | 菅原雪絵 | 祝浩司                                  | 金田貞徳                                       | 吉川真帆、石田可奈 熊膳貴志                                                                 | -                        | 吉川真帆 石田可奈                                      | 6月1日          |
| 第10話 | 九校戦編                | III          | 菅原雪絵 | 伊藤尚往                                | 中津環                                         | 香月邦夫、河田泉                                                                            | 富岡隆司                 | 宮前真一                                               | 6月8日          |
| 第11話 | 九校戦編                | IV           | 菅原雪絵 | 宮崎修治                                | 宮崎修治                                       | 金二星、吉川真帆                                                                            | 岩瀧智                   | 吉川真帆                                               | 6月15日         |
| 第12話 | 九校戦編                | V            | 中本宗応 | 川村賢一                                | 白石道太                                       | 小畑賢                                                                                      | 富岡隆司                 | 宮前真一 石田可奈                                      | 6月22日         |
| 第13話 | 九校戦編                | VI           | 中本宗応 | 島津裕行                                | 横田一平                                       | 野田康行                                                                                    | 岩瀧智 ジミー ストーン   | 石田可奈                                               | 6月29日         |
| 第14話 | 九校戦編                | VII          | 中本宗応 | 吉田りさこ                              | 吉田りさこ                                     | 吉川真帆、玉木李枝                                                                          | 富岡隆司                 | 吉川真帆                                               | 7月6日          |
| 第15話 | 九校戦編                | VIII         | 木澤行人 | 小島正士                                | 松村政輝                                       | 宗崎暢芳、平野勇一                                                                          | 岩瀧智                   | 宮前真一                                               | 7月13日         |
| 第16話 | 九校戦編                | IX           | 木澤行人 | 熊澤祐嗣                                | 中津環                                         | 河田泉                                                                                      | 富岡隆司                 | 吉川真帆                                               | 7月20日         |
| 第17話 | 九校戦編                | X            | 木澤行人 | 川村賢一                                | 倉谷涼一                                       | 横田和彦、山下敏成 松岡秀明、河野祐樹 越智博之、高瀬言                                      | 岩瀧智                   | 石田可奈                                               | 7月27日         |
| 第18話 | 九校戦編                | XI           | 木澤行人 | 宮崎修治                                | 宮崎修治                                       | 金二星                                                                                      | 富岡隆司                 | 吉川真帆                                               | 8月3日          |
| 第19話 | 横浜騒乱編              | I            | 中本宗応 | 川村賢一                                | 川村賢一                                       | 小畑賢                                                                                      | 富岡隆司                 | 宮前真一                                               | 8月10日         |
| 第20話 | 横浜騒乱編              | II           | 中本宗応 | 島津裕行                                | 横田一平                                       | 野田康行                                                                                    | 富岡隆司                 | 石田可奈 ジミー ストーン                               | 8月17日         |
| 第21話 | 横浜騒乱編              | III          | 菅原雪絵 | 吉田りさこ                              | 吉田りさこ                                     | 玉木李枝、橋口隼人                                                                          | 岩瀧智                   | 吉川真帆                                               | 8月24日         |
| 第22話 | 横浜騒乱編              | IV           | 菅原雪絵 | 小島正士                                | 倉谷涼一                                       | 横田和彦、山下敏成 越智博之                                                                 | 富岡隆司                 | 宮前真一                                               | 8月31日         |
| 第23話 | 横浜騒乱編              | V            | 菅原雪絵 | 数井浩子                                | 関大                                           | 金二星                                                                                      | 岩瀧智                   | 吉川真帆                                               | 9月7日          |
| 第24話 | 横浜騒乱編              | VI           | 木澤行人 | 川村賢一                                | 松村政輝                                       | 宗崎暢芳、平野勇一                                                                          | 富岡隆司                 | 宮前真一                                               | 9月14日         |
| 第25話 | 横浜騒乱編              | VII          | 木澤行人 | 林明偉                                  | 中津環                                         | 河田泉、香月邦夫                                                                            | 岩瀧智                   | 吉川真帆                                               | 9月21日         |
| 第26話 | 横浜騒乱編              | VIII         | 木澤行人 | 小野学                                  | 横田一平 吉田りさこ                            | 野田康行、石田可奈                                                                          | 富岡隆司                 | 石田可奈 ジミー ストーン                               | 9月28日         |
| 第2期  |                         |              |          |                                         |                                                |                                                                                             |                          |                                                        |                 |
| 第1話  | 来訪者編                | I            | 中本宗応 | 吉田りさこ                              | 江口大輔                                       | 石田可奈、豆塚隆                                                                            | -                        | 石田可奈 豆塚隆                                        | 2020年 10月4日  |
| 第2話  | 来訪者編                | II           | 中本宗応 | 高岡じゅんいち                          | 高岡じゅんいち                                 | 高岡じゅんいち                                                                              | -                        | 石田可奈                                               | 10月11日        |
| 第3話  | 来訪者編                | III          | 中本宗応 | 寺東克己                                | 池田重隆                                       | 徳田拓也、萩原省智 青木裕子、王悦春 Zearth Sato                                             | 菊地康仁                 | 石田可奈                                               | 10月18日        |
| 第4話  | 来訪者編                | IV           | 中本宗応 | ジミー ストーン                         | ジミー ストーン                                | 小島彰、島田英明 吉田龍一朗、山崎秀樹                                                       | 菊地康仁                 | 豆塚隆                                                 | 10月25日        |
| 第5話  | 来訪者編                | V            | 中本宗応 | 小野学                                  | 若林邦甫                                       | 山地京子、山崎秀樹 橋本明日美、石田可奈 菊地康仁、黒川あゆみ                                | 菊地康仁                 | 石田可奈                                               | 11月1日         |
| 第6話  | 来訪者編                | VI           | 中本宗応 | 吉田りさこ                              | 加藤大志                                       | 榊原智次、橋本明日美 島田英明、黒川あゆみ 吉田龍一朗、山崎秀樹                              | -                        | 豆塚隆                                                 | 11月8日         |
| 第7話  | 来訪者編                | VII          | 中本宗応 | 清水聡                                  | 三宅和男                                       | 橋本明日美、島田英明 古林杏子、柳瀬譲二 黒川あゆみ、紺野美喜                                | -                        | 石田可奈                                               | 11月15日        |
| 第8話  | 来訪者編                | VIII         | 中本宗応 | 清水聡                                  | 佐々木達也                                     | 池津寿恵、正木優太 細田沙織、小菅洋                                                         | -                        | 豆塚隆                                                 | 11月22日        |
| 第9話  | 来訪者編                | IX           | 中本宗応 | 寺東克己                                | 加藤大志 江口大輔                              | 山崎秀樹、橋本明日美 黒川あゆみ                                                             | -                        | 石田可奈 豆塚隆                                        | 11月29日        |
| 第10話 | 来訪者編                | X            | 中本宗応 | ジミー ストーン                         | ジミー ストーン                                | 菊地康仁、橋本明日美 高岡じゅんいち、山崎秀樹 川口弘明、黒川あゆみ                          | 菊地康仁                 | 石田可奈                                               | 12月6日         |
| 第11話 | 来訪者編                | XI           | 中本宗応 | 寺東克己                                | ジミー ストーン                                | 米澤優（作画）                                                                              | -                        | 石田可奈                                               | 12月13日        |
| 第12話 | 来訪者編                | XII          | 中本宗応 | 寺東克己                                | 三宅和男                                       | 高岡じゅんいち、橋本明日美 山崎秀樹、菊地康仁 島田英明                                      | -                        | 石田可奈 豆塚隆                                        | 12月20日        |
| 第13話 | 来訪者編                | XIII         | 中本宗応 | 寺東克己                                | 名和宗則 三宅和男                              | 橋本明日美、菊地康仁 高岡じゅんいち、山崎秀樹 ジミー ストーン、豆塚隆                       | -                        | 石田可奈                                               | 12月27日        |
| 追憶編 |                         |              |          |                                         |                                                |                                                                                             |                          |                                                        |                 |
| -      | 追憶編                  | 追憶編       | 中本宗応 | 吉田りさこ 高岡じゅんいち 寺東克己      | ジミー ストーン 高岡じゅんいち 榎田敬宏        | 橋本明日美、高岡じゅんいち ジミー ストーン、髙橋恒星 張益、西道拓哉 Kim kyoung hwan         | -                        | 石田可奈                                               | 2021年 12月31日 |
| 第3期  |                         |              |          |                                         |                                                |                                                                                             |                          |                                                        |                 |
| 第1話  | ダブルセブン編          | I            | 中本宗応 | ジミー ストーン                         | ジミー ストーン                                | 橋本明日美                                                                                  | -                        | 石田可奈                                               | 2024年 4月5日   |
| 第2話  | ダブルセブン編          | II           | 中本宗応 | 高岡じゅんいち （絵コンテ・演出・作画） | 高岡じゅんいち （絵コンテ・演出・作画）        | 高岡じゅんいち （絵コンテ・演出・作画）                                                     | -                        | 石田可奈                                               | 4月12日         |
| 第3話  | ダブルセブン編          | III          | 中本宗応 | 吉田りさこ                              | 吉田りさこ                                     | 米澤優（作画）                                                                              | -                        | 石田可奈                                               | 4月19日         |
| 第4話  | ダブルセブン編          | IV           | 中本宗応 | 大塚健                                  | ジミー ストーン                                | 渡辺一平太、石田可奈 冨樫彩菜、佐藤悠己                                                     | -                        | 石田可奈                                               | 4月26日         |
| 第5話  | スティープル チェース編 | I            | 中本宗応 | 吉田りさこ                              | 鳥羽聡                                         | 橋本明日美、渡辺一平太 しのざきあきら                                                       | -                        | 石田可奈                                               | 5月3日          |
| 第6話  | スティープル チェース編 | II           | 中本宗応 | 寺東克己                                | リョウタロウ                                   | 橋本明日美、高岡じゅんいち 鎌田均、小美野雅彦 櫻井拓郎、西川真人                            | -                        | 石田可奈                                               | 5月10日         |
| 第7話  | スティープル チェース編 | III          | 中本宗応 | 寺東克己                                | 佐々木達也                                     | 橋本明日美、渡辺一平太 今中俊輔                                                             | -                        | 石田可奈                                               | 5月17日         |
| 第8話  | スティープル チェース編 | IV           | 中本宗応 | 大塚健                                  | ジミー ストーン 吉田りさこ 名和宗則 サトウ光敏 | 渡辺一平太、高岡じゅんいち 関口雅浩                                                         | -                        | 石田可奈 高岡じゅんいち                                | 5月24日         |
| 第9話  | 古都内乱編              | I            | 中本宗応 | 小島正士                                | 葛西良信                                       | Seed、リバイバル                                                                            | -                        | 石田可奈 高岡じゅんいち                                | 5月31日         |
| 第10話 | 古都内乱編              | II           | 中本宗応 | 小島正士                                | 蔡寅愷                                         | 李少雷                                                                                      | -                        | 石田可奈 高岡じゅんいち 渡辺一平太 橋本明日美 清水空翔 | 6月7日          |
| 第11話 | 古都内乱編              | III          | 中本宗応 | 寺東克己                                | 水野健太郎                                     | 渡辺一平太、橋本明日美 佐藤悠己                                                             | -                        | 石田可奈                                               | 6月14日         |
| 第12話 | 古都内乱編              | IV           | 中本宗応 | 小島正士                                | π 森田侑希                                     | 渡辺一平太、橋本明日美 持田真治、ジミー ストーン 久米一成、Big Owl 高岡じゅんいち、清水空翔 | -                        | 石田可奈 高岡じゅんいち                                | 6月21日         |
| 第13話 | 古都内乱編              | V            | 中本宗応 | 望月智充 ジミー ストーン                | 山本茶々 吉田りさこ                            | 橋本明日美、渡辺一平太 高岡じゅんいち、佐藤悠己                                             | -                        | 石田可奈 高岡じゅんいち                                | 6月28日         |

## 放送局
| 放送期間                | 放送時間                     | 放送局       | 対象地域   | 備考                                      |
| ----------------------- | ---------------------------- | ------------ | ---------- | ----------------------------------------- |
| 2014年4月6日 - 9月28日  | 日曜 0:30 - 1:00（土曜深夜） | TOKYO MX     | 東京都     | 『E!TV』枠                                |
|                         |                              | とちぎテレビ | 栃木県     |                                           |
|                         |                              | 群馬テレビ   | 群馬県     |                                           |
|                         | 日曜 2:58 - 3:28（土曜深夜） | 毎日放送     | 近畿広域圏 | 『アニメシャワー』第3部                   |
| 2014年4月7日 - 9月29日  | 月曜 1:00 - 1:30（日曜深夜） | テレビ埼玉   | 埼玉県     |                                           |
|                         |                              | 千葉テレビ   | 千葉県     |                                           |
|                         |                              | テレビ神奈川 | 神奈川県   |                                           |
|                         | 月曜 2:05 - 2:35（日曜深夜） | テレビ愛知   | 愛知県     |                                           |
| 2014年4月8日 - 9月30日  | 火曜 2:30 - 3:00（月曜深夜） | TVQ九州放送  | 福岡県     |                                           |
| 2014年4月9日 - 10月1日  | 水曜 2:05 - 2:35（火曜深夜） | テレビ北海道 | 北海道     |                                           |
|                         | 水曜 23:30 - 木曜 0:00       | AT-X         | 日本全域   | CS放送 / リピート放送あり                 |
| 2014年4月13日 - 9月28日 | 日曜 0:30 - 1:00（土曜深夜） | BS11         | 日本全域   | BS放送 / 『ANIME+』枠 最終回は2話連続放送 |

| 配信開始日    | 配信時間           | 配信サイト          |
| ------------- | ------------------ | ------------------- |
| 2014年4月12日 | 土曜 23:00 - 23:30 | ニコニコ生放送      |
|               | 土曜 23:30 更新    | ニコニコチャンネル  |
| 2014年4月13日 | 日曜 12:00 更新    | GYAO! dアニメストア |

| 放送期間                 | 放送時間                     | 放送局       | 対象地域   | 備考                      |
| ------------------------ | ---------------------------- | ------------ | ---------- | ------------------------- |
| 2020年10月4日 - 12月27日 | 日曜 0:30 - 1:00（土曜深夜） | TOKYO MX     | 東京都     |                           |
|                          |                              | とちぎテレビ | 栃木県     |                           |
|                          |                              | 群馬テレビ   | 群馬県     |                           |
|                          |                              | BS11         | 日本全域   | BS放送 / 『ANIME+』枠     |
|                          |                              | AT-X         | 日本全域   | CS放送 / リピート放送あり |
|                          | 日曜 2:28 - 2:58（土曜深夜） | 毎日放送     | 近畿広域圏 | 『アニメシャワー』第2部   |
| 2020年10月5日 - 12月28日 | 月曜 2:05 - 2:35（日曜深夜） | テレビ愛知   | 愛知県     |                           |

| 配信開始日    | 配信時間                     | 配信サイト |
| ------------- | ---------------------------- | --- |
| 2020年10月4日 | 日曜 0:30 - 1:00（土曜深夜） | ABEMA |
|               | 日曜 0:30（土曜深夜） 更新   | dアニメストア |
| 2020年10月9日 | 金曜 0:30 - 1:00（木曜深夜） | ニコニコ生放送 |
|               | 金曜 0:30（木曜深夜） 更新   | ニコニコチャンネル GYAO! ひかりTV FOD バンダイチャンネル Hulu J:COMオンデマンド TELASA U-NEXT アニメ放題 Amazon Prime Video Netflix MBS動画イズム TVer Rakuten TV DMM.com ビデオマーケット HAPPY!動画 ムービーフルplus クランクイン！ビデオ PlayStation Video |

| 放送期間               | 放送時間                     | 放送局       | 対象地域   | 備考                                 |
| ---------------------- | ---------------------------- | ------------ | ---------- | ------------------------------------ |
| 2024年4月5日 - 6月28日 | 金曜 23:30 - 土曜 0:00       | TOKYO MX     | 東京都     |                                      |
|                        |                              | とちぎテレビ | 栃木県     |                                      |
|                        |                              | 群馬テレビ   | 群馬県     |                                      |
|                        |                              | BS11         | 日本全域   | BS放送 / 『ANIME+』枠                |
| 2024年4月6日 - 6月29日 | 土曜 23:30 - 日曜 0:00       | AT-X         | 日本全域   | CS放送 / 字幕放送 / リピート放送あり |
| 2024年4月7日 - 6月30日 | 日曜 1:45 - 2:15（土曜深夜） | テレビ愛知   | 愛知県     |                                      |
|                        | 日曜 2:08 - 2:38（土曜深夜） | 毎日放送     | 近畿広域圏 | 『アニメシャワー』第1部              |

| 配信開始日    | 配信時間               | 配信サイト |
| ------------- | ---------------------- | --- |
| 2024年4月5日  | 金曜 23:30 - 土曜 0:00 | ABEMA |
|               | 金曜 23:30 更新        | dアニメストア |
| 2024年4月10日 | 水曜 23:30 更新        | Lemino ニコニコ生放送 ニコニコチャンネル バンダイチャンネル Hulu TELASA J:COM STREAM milplus U-NEXT アニメ放題 Prime Video FOD Netflix DMM TV マンガUP! TVer MBS動画イズム music.jp ビデオマーケット カンテレドーガ HAPPY!動画 クランクイン！ビデオ |

## 関連商品

### BD / DVD
| 巻         | 巻  | 発売日         | 収録話          | 規格品番      | 規格品番      | 規格品番   |
| 巻         | 巻  | 発売日         | 収録話          | BD限定版      | DVD限定版     | DVD通常版  |
| ---------- | --- | -------------- | --------------- | ------------- | ------------- | ---------- |
| 入学編     | 1   | 2014年7月23日  | 第1話 - 第2話   | ANZX-11301/02 | ANZB-11301/02 | ANSB-11301 |
| 入学編     | 2   | 2014年8月27日  | 第3話 - 第4話   | ANZX-11303/04 | ANZB-11303/04 | ANSB-11303 |
| 入学編     | 3   | 2014年9月24日  | 第5話 - 第7話   | ANZX-11305/06 | ANZB-11305/06 | ANSB-11305 |
| 九校戦編   | 1   | 2014年10月22日 | 第8話 - 第9話   | ANZX-11307/08 | ANZB-11307/08 | ANSB-11307 |
| 九校戦編   | 2   | 2014年11月26日 | 第10話 - 第12話 | ANZX-11309/10 | ANZB-11309/10 | ANSB-11309 |
| 九校戦編   | 3   | 2014年12月24日 | 第13話 - 第15話 | ANZX-11311/12 | ANZB-11311/12 | ANSB-11311 |
| 九校戦編   | 4   | 2015年1月28日  | 第16話 - 第18話 | ANZX-11313/14 | ANZB-11313/14 | ANSB-11313 |
| 横浜騒乱編 | 1   | 2015年2月25日  | 第19話 - 第20話 | ANZX-11315/16 | ANZB-11315/16 | ANSB-11315 |
| 横浜騒乱編 | 2   | 2015年3月25日  | 第21話 - 第23話 | ANZX-11317/18 | ANZB-11317/18 | ANSB-11317 |
| 横浜騒乱編 | 3   | 2015年4月22日  | 第24話 - 第26話 | ANZX-11319/20 | ANZB-11319/20 | ANSB-11319 |
| BOX        | BOX | 2017年5月24日  | 全26話          | ANZX-12071/06 | N/A           | N/A        |

| 巻       | 巻 | 発売日         | 収録話          | 規格品番      | 規格品番      |
| 巻       | 巻 | 発売日         | 収録話          | BD            | DVD           |
| -------- | -- | -------------- | --------------- | ------------- | ------------- |
| 来訪者編 | 1  | 2020年12月16日 | 第1話 - 第2話   | ANZX-13781/2  | ANZB-13781/2  |
| 来訪者編 | 2  | 2021年1月13日  | 第3話 - 第4話   | ANZX-13783/4  | ANZB-13783/4  |
| 来訪者編 | 3  | 2021年2月17日  | 第5話 - 第7話   | ANZX-13785/6  | ANZB-13785/6  |
| 来訪者編 | 4  | 2021年3月17日  | 第8話 - 第10話  | ANZX-13787/8  | ANZB-13787/8  |
| 来訪者編 | 5  | 2021年4月14日  | 第11話 - 第13話 | ANZX-13789/90 | ANZB-13789/90 |

| 巻                     | 巻 | 発売日         | 収録話          | 規格品番      | 規格品番      |
| 巻                     | 巻 | 発売日         | 収録話          | BD            | DVD           |
| ---------------------- | -- | -------------- | --------------- | ------------- | ------------- |
| ダブルセブン編         | 1  | 2024年7月31日  | 第1話 - 第2話   | ANZX-1718/2   | ANZB-17181/2  |
| ダブルセブン編         | 2  | 2024年8月28日  | 第3話 - 第4話   | ANZX-17183/4  | ANZB-17183/4  |
| スティープルチェース編 | 1  | 2024年9月25日  | 第5話 - 第6話   | ANZX-17185/6  | ANZB-17185/6  |
| スティープルチェース編 | 2  | 2024年10月30日 | 第7話 - 第8話   | ANZX-17187/8  | ANZB-17187/8  |
| 古都内乱編             | 1  | 2024年11月27日 | 第9話 - 第11話  | ANZX-17189/90 | ANZB-17189/90 |
| 古都内乱編             | 2  | 2024年12月25日 | 第12話 - 第13話 | ANZX-17191/2  | ANZB-17191/2  |

### CD
| 発売日         | タイトル                                       | 規格品番                                                                |
| -------------- | ---------------------------------------------- | ----------------------------------------------------------------------- |
| 2014年4月30日  | ミレナリオ                                     | SECL-1495/6（初回盤） SECL-1497（通常盤） SECL-1498/9（期間生産限定盤） |
| 2014年5月7日   | Rising Hope                                    | SVWC-70001（初回盤） SVWC-70003（期間生産限定盤） SVWC-70005（通常盤）  |
| 2014年7月2日   | 魔法科高校の劣等生 オリジナルサウンドトラック1 | SVWC-7998                                                               |
| 2014年7月30日  | grilletto                                      | DFCL-2074/5（初回盤） DFCL-2076（通常盤） DFCL-2077/8（期間生産限定盤） |
| 2014年9月3日   | Mirror                                         | SECL-1571（初回盤） SECL-1573（通常盤） SECL-1574（期間生産限定盤）     |
| 2014年10月22日 | 魔法科高校の劣等生 オリジナルサウンドトラック2 | SVWC-70018                                                              |
| 2017年06月06日 | 魔法科高校の劣等生 ソングブック                |                                                                         |

| 発売日         | タイトル                                               | 規格品番                                                                                |
| -------------- | ------------------------------------------------------ | --------------------------------------------------------------------------------------- |
| 2020年11月4日  | Howling（ASCA）                                        | VVCL-1763〜1764（初回生産限定盤） VVCL-1765（通常盤） VVCL-1766〜1767（期間生産限定盤） |
| 2020年12月2日  | 名もない花（佐藤ミキ）                                 | VVCL-1770（通常盤） VVCL-1771（期間生産限定盤）                                         |
| 2020年12月16日 | 魔法科高校の劣等生 来訪者編 オリジナルサウンドトラック | SVWC-70492                                                                              |

| 発売日        | タイトル                                                                                       | 規格品番                                                                                    |
| ------------- | ---------------------------------------------------------------------------------------------- | ------------------------------------------------------------------------------------------- |
| 2024年5月8日  | recall                                                                                         | KSCL-3508/9（期間生産限定盤）                                                               |
| 2024年5月22日 | Shouted Serenade                                                                               | VVCL-2490/1（初回生産限定盤） VVCL-2492（通常盤） VVCL-2493/4（期間生産限定盤）             |
| 2024年5月29日 | スノーノワール                                                                                 | VVCL-2471/2（期間生産限定盤）                                                               |
| 2024年6月26日 | 紫苑の花束を                                                                                   | VVCL-2503/4（初回生産限定盤） VVCL-2505（通常盤） VVCL-2506/7（期間生産限定盤〈アニメ盤〉） |
| 2024年7月31日 | 魔法科高校の劣等生 ダブルセブン編&スティープルチェース編&古都内乱編 オリジナルサウンドトラック | SVWC-70666                                                                                  |

### 書籍
- 電撃文庫編集部（編） 『アニメ『魔法科高校の劣等生』ノ全テ』 KADOKAWA、2017年7月7日発売[46]、ISBN 978-4-04-892996-7

## Webラジオ
魔法科高校の劣等生WEBラジオ 満開！ ブルーム放送委員会
2014年4月9日から10月29日までテレビアニメ第1期公式サイトにて配信されたWEBラジオ番組。隔週水曜日更新。同年3月23日に第0回がプレ配信された。パーソナリティは、雨宮天（光井ほのか 役）、巽悠衣子（北山雫 役）。作中用語や裏設定について作者に公開質問する「教えて！佐島先生」のコーナーがある。
ゲスト
- 寺島拓篤（西城レオンハルト 役：第3回）
- 内山夕実（千葉エリカ 役：第4回）
- 小笠原早紀（中条あずさ 役：第5回）
- 木村良平（服部刑部少丞範蔵 役：第6回）
- 井上麻里奈（渡辺摩利 役：第7回）
- 田丸篤志（吉田幹比古 役：第8回）
- 大西沙織（千代田花音 役：第9回）
- 丹下桜（小野遥 役：第10回）
- 大原崇（森崎駿 役：第11回）
- 早見沙織（司波深雪 役：第12回）
- 村瀬歩（吉祥寺真紅郎 役：第13回）

ほのかと雫の魔法塾
テレビアニメ第1期公式サイトにて配信された動画コンテンツ。2014年3月22日は特報（第0回）、同年4月11日 - 10月3日は第1回から第26回。毎週金曜日更新。パーソナリティは雨宮天と巽悠衣子。ナレーションは辻本耕志。公式サイトでの配信を経て、一定期間後にはYouTubeにて期間限定で配信された。
番組構成など
設定上では、本編の1年前にほのかと雫が通っていた「魔法塾」での出来事を描く「半ドキュメンタリー・フィクション」の予定だったが、その前提は第1話ですでに崩れている。アニメに登場する魔法理論を実験を交えて分かりやすく説明するという名目のもと、2人がクイズや大喜利などのゲームで対決する。

## Web番組
ニコニコ生放送にて配信。
- 「魔法科高校の劣等生」巽悠衣子×GARNiDELiA×安田レイ出演!論文コンペ壮行会SP（2014年9月6日）

## スピンオフアニメ
スピンオフ漫画『魔法科高校の優等生』を原作としたテレビアニメが2021年7月から9月までTOKYO MXほかにて放送された。

### スタッフ（スピンオフ）
- 原作 - 佐島勤、森夕[50]
- キャラクター原案 - 石田可奈[50]
- 監督 - 橘秀樹[50]
- 副監督 - 渡部高志[50]
- シリーズ構成・脚本 - 玉井☆豪[50]
- キャラクターデザイン - 山本亮友、佐野隆雄[50]
- 総作画監督 - 山本亮友、佐野隆雄、古川英樹[51]
- キーアニメーター - 丹羽信礼[51]、古川英樹
- CAD・メカニック原案 - ジミー ストーン[51]
- 衣装デザイン - 廣冨麻由[51]
- 美術監督 - 李凡善[51]
- 美術設定 - 李凡善（第2話-）、伊良波理沙（第4話-）
- 色彩設計 - 月野えりか[51]
- 3Dディレクター - 齋藤威志[51]
- 撮影監督 - 廣岡岳[51]
- 編集 - 近藤勇二[51]
- 音響監督 - 本山哲[51]
- 音響効果 - 古谷友二[51]
- 音楽 - 岩崎琢[50]
- キャスティングマネージャー - 松岡超、鈴木久美子[51]
- チーフプロデューサー - 中山信宏
- プロデューサー - 丹羽将己、浅田成寛、木村康貴、中島將智、三浦史
- アニメーションプロデューサー - 田部谷昌宏、中川二郎
- アニメーションプロデュース - BARNUM STUDIO[51]
- アニメーション制作 - CONNECT[50]
- 製作 - 魔法科高校の優等生製作委員会（アニプレックス、KADOKAWA、スクウェア・エニックス、ストレートエッジ、ムービック）

### 主題歌（スピンオフ）
「101」
三月のパンタシアによるオープニングテーマ。作詞・作曲・編曲はじん。
「ダブル・スタンダード」
フィロソフィーのダンスによるエンディングテーマ。作詞はSHOW、作曲・編曲は野井洋児。

### 評価（スピンオフ）
『サブカルウォーカー』編集部は、司波達也の視点でストーリーが展開される『魔法科高校の劣等生』に対して『魔法科高校の優等生』では司波深雪の視点でストーリーが展開されるため、異なる視点で楽しむことができると述べている。

### 各話リスト（スピンオフ）
| 話数 | サブタイトル                                               | 絵コンテ        | 演出              | 作画監督                                                                               | アクション作監 | 総作画監督                      | 初放送日      |
| ---- | ---------------------------------------------------------- | --------------- | ----------------- | -------------------------------------------------------------------------------------- | -------------- | ------------------------------- | ------------- |
| #01  | 一生大事にします I'll cherish this for the rest of my life | 橘秀樹          | 徳本善信          | 佐野隆雄 井嶋けい子                                                                    | 藁科将斗       | 山本亮友 佐野隆雄               | 2021年 7月3日 |
| #02  | ご一緒してもいいですか？ May I join you?                   | 渡部高志        | 渡部高志          | 幡野雄亮 宮田奈保美                                                                    | 藁科将斗       | 山本亮友 佐野隆雄               | 7月10日       |
| #03  | 少女探偵団、始動よ！ The Girl's Detective Club is here!    | 橘秀樹          | 葛西良信          | 斎藤和也 さとう沙名栄 rere Cerberus Suwarin Promjutikanon Chotanan Pipobworachai       | 藁科将斗       | 山本亮友 佐野隆雄               | 7月17日       |
| #04  | 友達 Friends                                               | アベユーイチ    | 粟井重紀          | 明光 龍光                                                                              | 藁科将斗       | 佐野隆雄 古川英樹               | 7月24日       |
| #05  | 手出しはさせません I won't let anyone interfere            | 渡部高志        | 富田祐輔          | 萩原正人 川添亜希子 原友樹 井嶋けい子                                                  | 丹羽信礼       | 山本亮友 佐野隆雄               | 7月31日       |
| #06  | 九校戦、開幕です The Nine Schools Competition begins       | 竹ノ内和久      | 小柴純弥          | 林隆洋 廣冨麻由 幡野雄亮 服部憲知 島崎望 朱雅石 寧波麦冬映画                           | 丹羽信礼       | 山本亮友 佐野隆雄 古川英樹      | 8月7日        |
| #07  | 数学的連鎖 Arithmetic Chain                                | アベユーイチ    | 葛西良信          | はっとりますみ 柳瀬譲二 渡部圭太 Cerberus Suwarin Promjutikanon Chotanan Pipobworachai | 丹羽信礼       | 山本亮友 佐野隆雄 古川英樹 rere | 8月14日       |
| #08  | 氷熱地獄 Hell of Ice and Flames                            | 二瓶勇一        | 栗井重紀          | 明光 龍光                                                                              | 丹羽信礼       | 山本亮友 佐野隆雄 古川英樹      | 8月21日       |
| #09  | あなたがいたから Because you were by my side               | Royden B        | 尾上皓紀          | 萩原正人 廣冨麻由 井嶋けい子 10second 寿門堂                                           | 丹羽信礼       | 山本亮友 佐野隆雄 古川英樹      | 8月28日       |
| #10  | 負けたくない I don't want to lose                          | 渡部高志        | 富田祐輔          | 寿門堂                                                                                 | 丹羽信礼       | 山本亮友 佐野隆雄 古川英樹      | 9月4日        |
| #11  | お兄様、ご武運を Brother, good luck                        | 二瓶勇一        | 内堀雅人          | Suwarin Promjutikanon Chotanan Pipobworachai 松本和志 柳瀬譲二 菊池一真                | 丹羽信礼       | 山本亮友 佐野隆雄 古川英樹 rere | 9月11日       |
| #12  | 飛びます！ I will fly!                                     | Royden B 橘秀樹 | 吉田竜矢          | 明光 龍光                                                                              | 丹羽信礼       | 山本亮友 佐野隆雄 古川英樹      | 9月18日       |
| #13  | ゆずれない想い I can't lose                                | 橘秀樹          | 徳本善信 渡部高志 | 井嶋けい子 廣冨麻由 梅田一城 萩原正人 林隆洋 幡野雄亮                                  | 丹羽信礼       | 山本亮友 佐野隆雄 古川英樹      | 9月25日       |

### 放送局（スピンオフ）
| 放送期間               | 放送時間                     | 放送局       | 対象地域   | 備考                      |
| ---------------------- | ---------------------------- | ------------ | ---------- | ------------------------- |
| 2021年7月3日 - 9月25日 | 土曜 23:30 - 日曜 0:00       | TOKYO MX     | 東京都     |                           |
|                        |                              | とちぎテレビ | 栃木県     |                           |
|                        |                              | 群馬テレビ   | 群馬県     |                           |
|                        |                              | BS11         | 日本全域   | BS放送 / 『ANIME+』枠     |
|                        |                              | AT-X         | 日本全域   | CS放送 / リピート放送あり |
| 2021年7月4日 - 9月26日 | 日曜 3:08 - 3:38（土曜深夜） | 毎日放送     | 近畿広域圏 | 『アニメシャワー』第3部   |
| 2021年7月5日 - 9月27日 | 月曜 2:05 - 2:35（日曜深夜） | テレビ愛知   | 愛知県     |                           |

| 配信開始日   | 配信時間               | 配信サイト |
| ------------ | ---------------------- | --- |
| 2021年7月3日 | 土曜 23:30 - 日曜 0:00 | ABEMA |
|              | 土曜 23:30 更新        | dアニメストア |
| 2020年7月8日 | 木曜 23:30 - 金曜 0:00 | ニコニコ生放送 |
|              | 木曜 23:30 更新        | ニコニコチャンネル GYAO! ひかりTV FOD Netflix バンダイチャンネル Hulu J:COMオンデマンド TELASA みるプラス アニメ放題 U-NEXT Amazon Prime Video MBS動画イズム TVer Rakuten TV DMM.com music.jp GYAO!ストア ビデオマーケット HAPPY!動画 クランクイン！ビデオ ムービーフルplus |

## 劇場アニメ

### 星を呼ぶ少女
2016年3月に原作者書き下ろし完全新作のオリジナルストーリーでの劇場映画化が発表され、2017年6月17日に『劇場版 魔法科高校の劣等生 星を呼ぶ少女』（げきじょうばん まほうかこうこうのれっとうせい ほしをよぶしょうじょ）のタイトルで公開された。監督やスタッフはテレビシリーズから一部変更されており、吉田りさこが監督を務め、エイトビットが制作を担当した。
作中の時系列は後に製作されたテレビアニメ第2期「来訪者編」の第11話AパートとBパートの間。このため来訪者編を放送していた局の一部では、最終回後となる2020年12月27日（TOKYO MX）・2021年1月2日（BS11、群馬テレビ、とちぎテレビ）に劇場版を放送した。
主題歌「SPEED STAR」は、GARNiDELiAによる楽曲で、作詞をメイリア、作曲・編曲をtokuが手掛けている。

#### あらすじ（劇場第1作）
小笠原諸島にある海軍の南方諸島工廠の所長を務める兼丸孝夫（かねまる たかお）は、横浜事変にて「灼熱のハロウィン」を起こした陸軍の戦略級魔法「質量爆散（マテリアル・バースト）」に対抗すべく、戦略級魔法の隕石爆弾（ミーティアライト・フォール）の開発を進めており、その演算処理のために調整体魔法師「わたつみシリーズ」20人が生み出された。隕石爆弾の魔法式の構築にあたっては、12人の魔法師を専用の大型CAD「計都（けいと）」に搭乗させて魔法演算領域をリンクさせる必要があった。ところが、たび重なる実験の末に9人しか残っておらず、人数が足りないまま精神を強制的にリンクさせられた結果、彼女たちの自我の消失が進んでしまう。
特に、わたつみシリーズのNo.22である綿摘未九亜（わたつみ ここあ）の状態は、次の実験には耐えられないほどまでに悪化していた。担当の主治医である盛永明子はそれを見かね、自分の教え子である七草考次郎を通じて彼の実家である七草家に救援を要請していた。ところが、九亜は研究所を出て飛行場に向かった後、真由美たちの自家用飛行機と同じ型である北山家の飛行機に間違って乗ってしまう。そこで達也たちと知り合った九亜は自らの現状を伝えた後、他のわたつみシリーズの姉妹たちの救助を求める。
九亜はエリカやほのかをはじめとする女性陣たちとの交流により、初めて人間らしい扱いを受ける。また、深雪の連絡によって翌日には真由美との合流を果たし、達也の要求によって真由美の自家用機で美月、ほのか、雫と共に東京にて保護されることになった。
一方、隕石爆弾は兵器として高い威力を持つ反面、魔法の規模の大きさから来る成功率の不安定さと、発動した後には飛来する質量体を止める術がないという欠点があった。そこで兼丸は、隕石爆弾の隕石落下の起動式の方向性を逆転させ、将来的に脅威となる小惑星や戦略軍事衛星などを地球から遠ざける「軌道離脱実験」により、防衛兵器として成り立たせようと考えていた。隕石爆弾の実験で飛来させた小惑星「2095GE9（通称：ジーク）」が達也によって爆破されたことを確認した後、兼丸は軌道離脱実験を推し進め、実験の標的にUSNAの廃棄戦略軍事衛星「セブンスプレイグ」を選ぶ。この軍事衛星には劣化ウラン弾や対地ミサイル「ヘイルオブファイア」といった危険な兵器が内蔵されており、失敗して地球に落下すれば甚大な環境汚染が懸念されるほか、軌道変更の衝撃でミサイルが誤射されれば世界大戦の再発も懸念されるほどのリスクを有していた。
達也はわたつみシリーズをエリカたちに預けた後、兼丸を脅してセブンスプレイグの軌道データを端末に記録させると、データと実験機器のすべてを破壊する。落下軌道に乗ったセブンスプレイグから地上に劣化ウランが撒き散らされるのを防ぐため、達也はリーナの協力で地上から140キロの宇宙空間へ飛び、放射性物質を強制的にベータ崩壊させて無害化する術式ベータ・トライデントを使用。電子と陽子によるプラズマと化したセブンスブレイグの残骸が大気に衝突したことによる大規模なオーロラが発生する中、魔法力を使い果たした達也は深雪によって無事に地上に舞い降りる。その後、魔法協会にて四亜をはじめとする妹たちと再会した九亜は四葉家に引き取られ、「綿貫（わたぬき）」と改姓して四葉家の施設に移った。

#### オリジナルキャラクター（劇場第1作）
綿摘未 九亜（わたつみ ここあ）
声 - 小原好美
劇場版『星を呼ぶ少女』に登場する少女。
調整体魔法師「わたつみシリーズ」のNo.22。
ゲーム「LOST ZERO」では四葉家に引き取られるところまでは同じだが、苗字を「海神」と改姓し、海神九亜として特例で第一高校に編入。魔法の才能は優れているが、本人の希望により二科生となっている。
綿摘未 四亜（わたつみ しあ）
声 - 小原好美
調整体魔法師わたつみシリーズの一人。外見は九亜と同じだが反抗的な気性で、九亜よりも感情表現は豊か。
移動系魔法に高い適性を持つもののその高い適性故に魔法を暴走させてしまう事があり、それを抑えるため普段から精神安定薬物を投与されている。このことを利用して、九亜の脱走の際には裏で協力していた担当医の江崎の指示で意図的に魔法を暴走させ、警備の目を引き付ける陽動役となる。
わたつみシリーズたちの名前は開発順に「一亜（ひとつ）」「二亜（ふたつ）」「三亜（みあ）」「四亜（しあ）」「五亜（いつ）」「六亜（むつ）」「七亜（なつ）」「八亜（やつ）」「九亜（ここあ）」と名付けられている。当初は番号で呼ばれていたが、実証実験が決定された三ヶ月前に便宜上の名前が付けられた。九人それぞれに担当する研究員がおり、名前の音が違うのは担当研究者の派閥を表している。三亜、四亜、九亜の担当研究者はわたつみシリーズたちを使いつぶす現在の実験に批判的で、魔法式の改良を優先すべきと考えていた。
海軍の切り札となることから海神の名を意味する「わたつみ」の姓を与えられたが、現段階で能力的に未完成なため「綿摘未」と名付けられる。「綿摘」には江戸時代の下級娼婦の別名の意味もあり、彼女たちを蔑視する開発者たちの本音も反映されている。
兼丸 孝夫（かねまる たかお）
声 - 安原義人
小笠原諸島南盾島の研究所、「南方諸島工廠」の所長。老齢の男性。
横浜事変で灼熱のハロウィンを引き起こした陸軍の戦略級魔法「質量爆散（マテリアル・バースト）」が使用されたことに焦りから、海軍への実績のために強引に戦略魔法「隕石爆弾（ミーティアライト・フォール）」の開発実験を推し進めた。自らの科学者としての自尊心を満足させるためなら周囲の被害やリスクを一切考慮していない。
盛永 明子（もりなが めいこ）
声 - 岡寛恵
「南方諸島工廠」の研究員。魔法師としての能力は平凡だが、研究者としての能力は高い魔法工学者。真由美の兄・考次郎の大学の恩師。海軍の研究員となり、南方諸島工廠に配属された。
九亜の脱走を許した罪で基地に軟禁されているところにコバート・ムーバルスーツを纏った達也に救助される。彼女たちへの情は本物であるが、それ故にわたつみシリーズたちを用いた精神の強制リンクを行ったことを達也に糾弾され、自らの過ちを認め、その上でわたつみシリーズたちの救出を依頼した。
劇場版ではその後の動向は明かされていないが、ゲーム「LOST ZERO」では登場していないながら、四葉家に保護された後、「海神九亜」として一高に通い、一人暮らしをしている九亜のもとをときどき訪れている。

#### スタッフ（劇場第1作）
- 原作 - 佐島勤[55][58]
- 監督 - 吉田りさこ[55][58]
- 脚本 - 佐島勤、中本宗応[55][58]
- 絵コンテ - 岩瀧智、ジミー・ストーン、菊地康仁、寺東克己、熊澤祐嗣、吉田りさこ
- 演出 - 高岡じゅんいち、中野りょうこ、ジミー・ストーン、高島大輔、馬場竜一、吉田りさこ
- 原作イラスト・キャラクターデザイン・総作画監督 - 石田可奈[55][58]
- サブキャラクターデザイン・CADデザイン - ジミー・ストーン[55][58]
- メカニックデザイン - 出雲重機[55][58]
- 作画監督 - 富岡隆司、高岡じゅんいち、豆塚隆、山門郁夫、野田康行、松井理和子、酒井秀基、石井かおり、小島彰
- 美術デザイン - 谷内優穂、藤井一志[55][58]
- 美術監督 - 小倉宏昌[55][58]
- 色彩設計 - 野口幸恵[55][58]
- 3D監督 - 田中康隆[55][58]
- 撮影監督 - 川下裕樹[55][58]
- 編集 - 木村佳史子[55][58]
- 音響監督 - 本山哲[55][58]
- 音楽 - 岩崎琢[55][58]
- プロデューサー - 柏田真一郎、三木一馬、木村康貴、金庭こず恵
- アニメーションプロデューサー - 小菅秀徳
- アニメーション制作 - エイトビット[55][58]
- 製作 - 劇場版魔法科高校製作委員会[55][58]（アニプレックス、KADOKAWA アスキー・メディアワークス、スクウェア・エニックス、ムービック）
- 音楽制作・配給 - アニプレックス[58]

#### 製作（劇場第1作）
吉田りさこにとって自身初の監督作品であり、本作の映画化が発表されたと同時に自身が監督であることを知ったという。吉田は本作を制作するうえで、「魔法科」らしさを大切にすることを軸としており、その中でも特にポーズはキャラクターを表現する重要な記号であるという考えから、できるだけカッコよく見えたり、かわいらしく見えたりするように意識している。
ストーリー原案は原作者の佐島勤が務めており、吉田はどのように映像化するかに専念できたという。吉田は九亜が達也たちの感情を見せる鍵になる存在であり、彼女を丁寧に描けば自然とストーリーが立ち上がってくると考え、「九亜が残してきた8人に思いを馳せるシーン」を大切にしたと述べている。
九亜役には小原好美が起用された。吉田は当初から九亜には「媚びない素朴な声」が良いと考えており、小原には芝居だと意識させない自然さがあったことから起用に至った。

#### 商業的評価（劇場第1作）
全国59スクリーンの公開規模ながら、2017年6月17・18日の初日2日間で観客動員数10万6796人、興行収入1億6,297万9,360円となり、映画観客動員数ランキング（興行通信社調べ）で初登場5位にランクインした。また、興行収入では初登場4位となった。ぴあの調査による初日満足度ランキングでは90.8点の満足度を記録し、4位となった。最終的な興行収入は5億7,000万円。
本作のBlu-ray（完全生産限定版）の初週売上は20,737枚を記録し、週間・Blu-rayアニメランキング（ORICON調べ）では『ラブライブ! サンシャイン!! 2nd Season』第2巻（特装限定版）に次ぐ2位を獲得した。

#### BD / DVD（劇場第1作）
2018年1月24日にBlu-rayとDVDの完全生産限定版・通常版がアニプレックスより発売された。本編ディスクには共通の映像特典としてPV・CM集が収録された。
- 劇場版 魔法科高校の劣等生 星を呼ぶ少女 完全生産限定版（2枚組）[68]
  - キャラクターデザイン・総作画監督：石田可奈描き下ろし三方背BOX ジャケットイラスト
  - DISC1：本編DISC
  - 書き下ろし小説
    - 【ノベライズ版『劇場版 魔法科高校の劣等生 星を呼ぶ少女』】（著：佐島勤 / イラスト：石田可奈）

  - DISC2：特典DISC
    - 音声特典
      - オーディオコメンタリー（出演：中村悠一・早見沙織・日笠陽子・小原好美・吉田りさこ）

    - 映像特典
      - 『劇場版 魔法科高校の劣等生 星を呼ぶ少女』公開直前特番『百獣の王・武井壮VS最強のイレギュラー・司波達也 〜3つの“最強”で学ぶ魔法科の魅力〜』

    - 特典CD
      - M-1『NAKED STAR』 歌：アンジェリーナ=クドウ=シールズ（CV：日笠陽子）
      - M-2『ささやかな願い』 歌：綿摘未九亜（CV：小原好美）

  - 特製ブックレット
- 劇場版 魔法科高校の劣等生 星を呼ぶ少女 通常版（1枚組）[68]

### 四葉継承編
2024年6月に『劇場版「魔法科高校の劣等生 四葉継承編」』の制作決定が発表された。

## イベント
MAHOUKA FES.2014 魔法科高校の劣等生 パシフィコ横浜編
2014年10月19日に、パシフィコ横浜国立大ホールを会場に全1回が公演された。原作者の佐島勤監修によるアニメキャスト陣の朗読劇やトーク、キャラクターソングライブの他、OP・EDを担当したアーティストのライブパフォーマンス等が行われた。

魔法科高校の劣等生 戦慄の来訪者編
2021年2月28日に、TOKYO DOME CITY HALLを会場に全2回が公演された。アニメキャスト陣が出演する。